# ویلابراکس
ویلابراکس (به اسپانیایی: Vilablareix) یک منطقهٔ مسکونی در اسپانیا است که در ژیرونس واقع شده‌است. ویلابراکس ۶٫۲ کیلومتر مربع مساحت و ۳٬۸۹۴ نفر جمعیت دارد.